# Bahnhof Poprad-Tatry
Der Bahnhof Poprad-Tatry (Železničná stanica Poprad-Tatry) ist der wichtigste Bahnhof der Stadt Poprad in der Nordslowakei. Durch den Bahnhof verläuft die zweigleisige Bahnstrecke Košice–Žilina und er ist zudem einer der Endpunkte der Bahnstrecke Poprad–Plaveč. An der oberen Ebene beginnt die meterspurige Elektrische Tatrabahn. Der Bahnhof ist somit ein „Eingangstor“ in den slowakischen Teil der Hohen Tatra.
Der Bahnhof liegt am Paneuropäischen Verkehrskorridor Nr. Va (Bratislava – Žilina – Košice – Uschhorod – Kiew).

## Lage
Der Bahnhof befindet sich an der Jiří Wolker-Straße am nordwestlichen Rand des Stadtzentrums auf einer Höhe von 670 m n.m.

## Geschichte

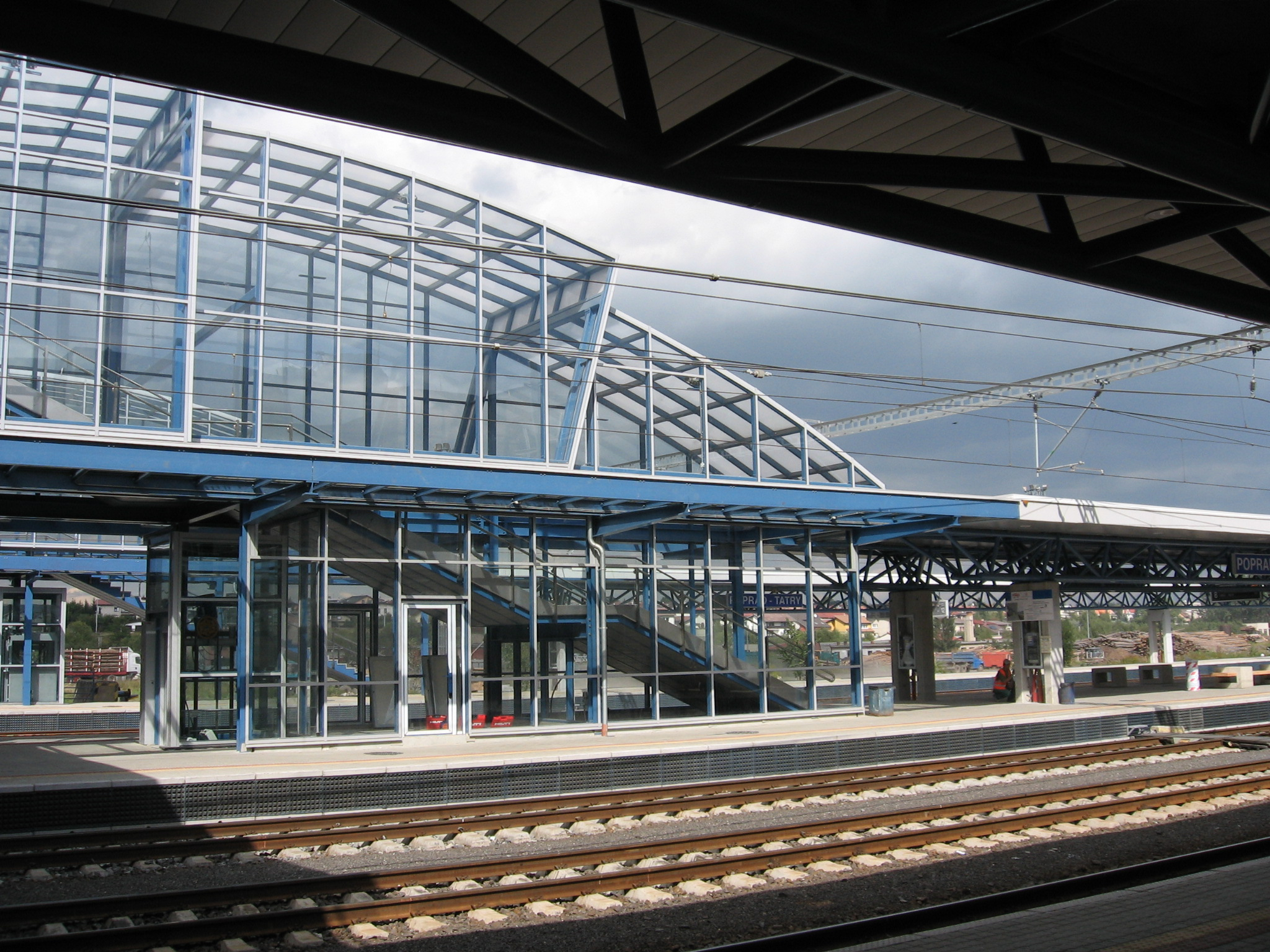
Untere Bahnsteige mit Zugängen (2007)

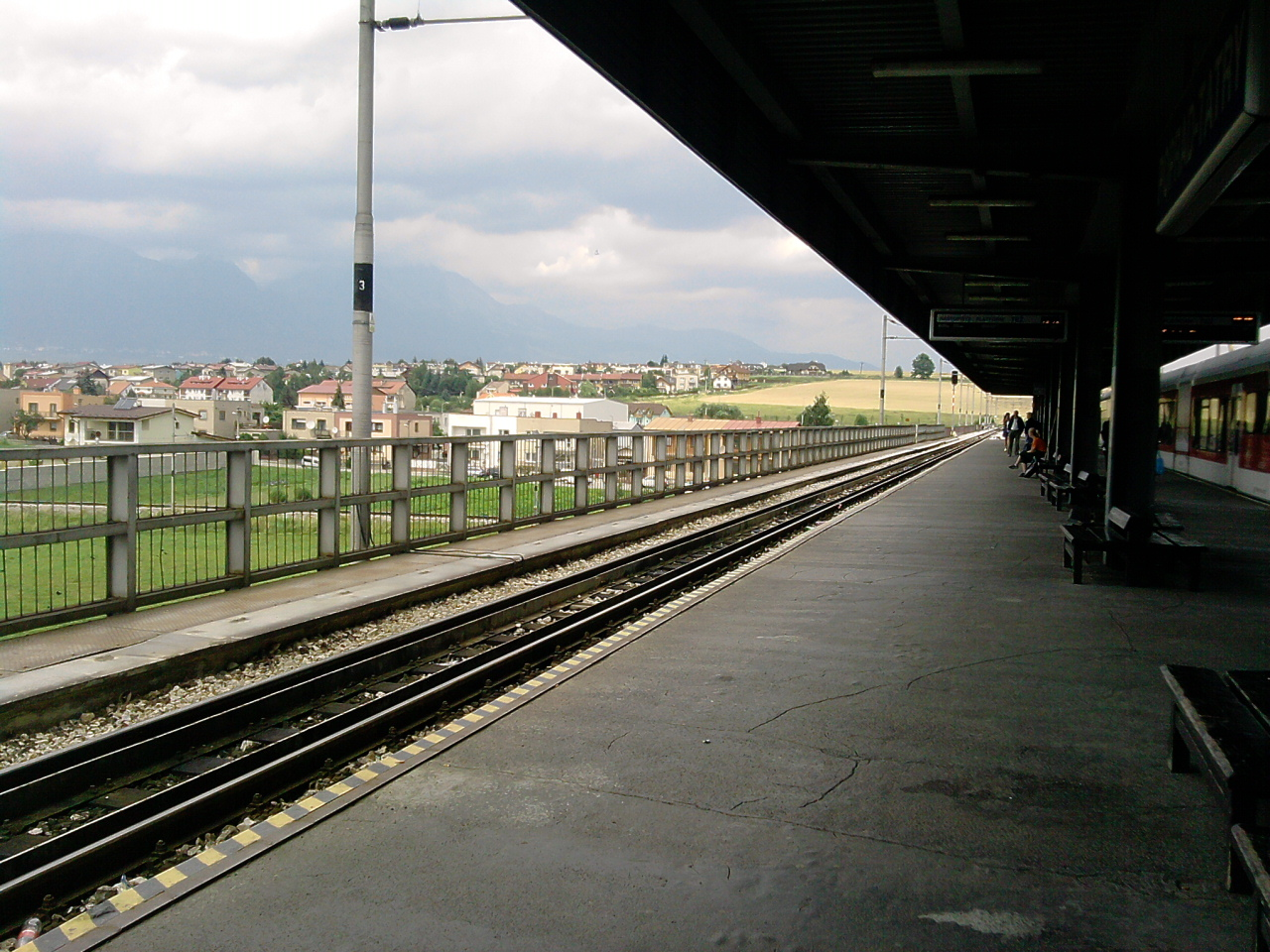
Oberer Bahnsteig der Elektrischen Tatrabahn (2011)

Der Bahnhof wurde am 8. Dezember 1871 mit der Fertigstellung des Teils Žilina–Poprad der damaligen Kaschau-Oderberger Bahn (Ks.Od.) eröffnet und nur vier Tage später mit der Inbetriebnahme des Teils nach Spišská Nová Ves zum Durchgangsbahnhof. Mit der Inbetriebnahme des ersten Teils der damaligen Popradtalbahn im Jahre 1889 wurde der Bahnhof zum Eisenbahnknoten.
Die schmalspurige Anbindung in die Hohe Tatra wurde am 20. Dezember 1908 mit der Strecke Poprad–Starý Smokovec geschafft. Die heutige Form als Turmbahnhof entstand nach einem Umbau in den 1980er Jahren. Die 858 Millionen SKK teure Modernisierung und Fortsetzung des Umbaus in den 1980er Jahren wurde in den Jahren 2006–2007 durchgeführt.
Die Eisenbahninfrastruktur des Bahnhofs gehört heute der Železnice Slovenskej republiky (ŽSR). Die Züge werden von der Železničná spoločnosť Slovensko (ZSSK) betrieben.

## Kursbuchstrecken
- 180 Košice–Žilina
- 183 Poprad–Štrbské Pleso
- 185 Poprad-Tatry–Plaveč